# Cinnamon Grand Hotel
Le Cinnamon Grand Hotel, également appelé Cinnamon Grand, est un hôtel de luxe 5 étoiles situé à Colombo, au Sri Lanka. Il s'agit de l'un des trois hôtels les plus connus de Colombo avec le Kingsbury et le Shangri-La.

## Attentats du 21 avril
Le Cinnamon Grand Hotel est l'un des sites ayant subi des explosions lors des attentats au Sri Lanka.